# Zizeeria karsandra
Espèce
Zizeeria karsandra est une espèce d'insectes lépidoptères de la famille des Lycaenidae, de la sous-famille des Polyommatinae et du genre Zizeeria.

## Dénominations
Zizeeria karsandra a été nommé par Frederic Moore en 1865.
Synonymes :Polyommatus karsandra Moore, 1865 ; Lycaena conformis Butler, 1877.

### Noms vernaculaires
Zizeeria karsandra se nomme en anglais Dark Grass Blue ou Spotted Grass Blue.

## Description
C'est un très petit papillon au dessus bleu violacé bordé de gris.

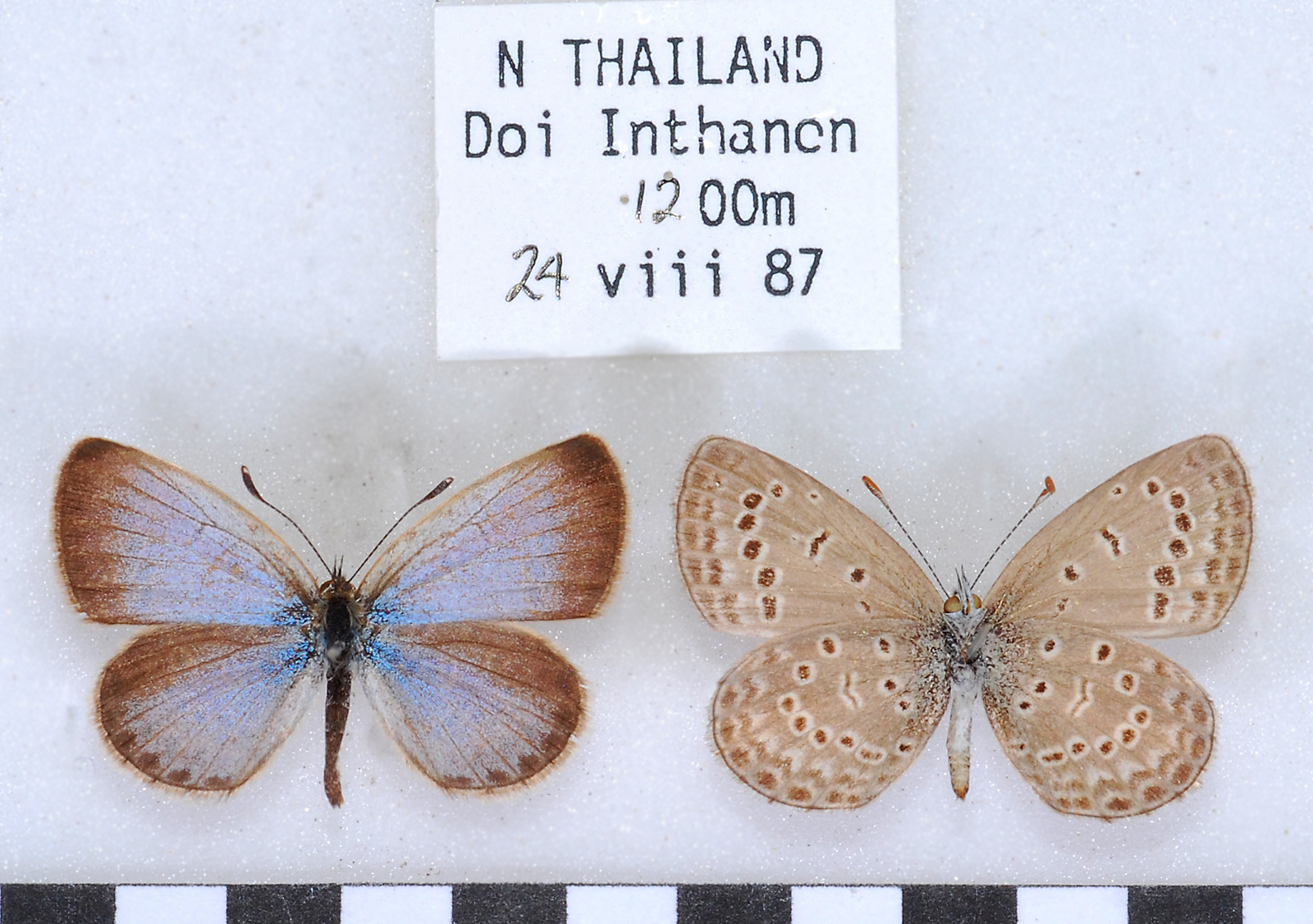
Zizeeria karsandra, mâle, parc national de Doi Inthanon, Thaïlande

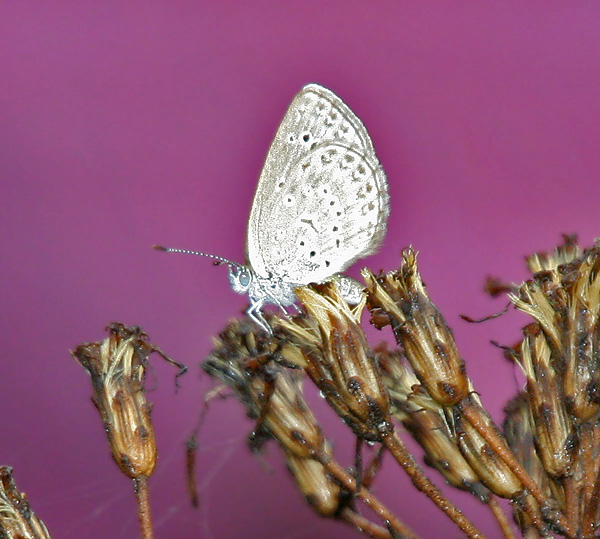
revers

Le revers gris chez le mâle, beige foncé chez la femelle, est orné d'une ligne submarginale de taches foncées surmontée d'un chevron de même couleur et d'une ligne de points noirs cerclés de clair.

## Biologie
Ses chenilles sont soignées par les fourmis de l'espèce Tapinoma melanocephalum.

### Plantes hôtes
Ses plantes hôtes sont nombreuses  notamment des Amaranthus, Amaranthus viridis, Amaranthus tricolor et Medicago sativa), Melilotus indica et Trifolium alexandrinum, des Tribulus Tribulus cistoides et Tribulus terrestris en Australie,.

## Écologie et distribution
Il est présent en Crète et en Sicile, en Afrique du Nord (Algérie, Tunisie)  en Asie tropicale et en Océanie.